# Campeonato Mundial de Atletismo de 2013 - Salto em altura masculino
O salto em altura masculino do Campeonato Mundial de Atletismo de 2013 ocorreu entre 13 e  15 de agosto no Estádio Lujniki, em Moscou. .

## Recordes
Antes desta competição, os recordes mundiais e do campeonato nesta prova eram os seguintes:
| Tipo                  | Atleta           | Altura | Local     | Data                 | Ref |
| --------------------- | ---------------- | ------ | --------- | -------------------- | --- |
|                       | Javier Sotomayor | 2,45   | Salamanca | 27 de julho de 1993  | ver |
| Recorde do campeonato | Javier Sotomayor | 2,40   | Stuttgart | 22 de agosto de 1993 | ver |

## Medalhistas
| Ouro                    | Prata                    | Bronze             |
| Bohdan Bondarenko (UKR) | Mutaz Essa Barshim (QAT) | Derek Drouin (CAN) |

## Cronograma
| Data         | Hora  | Evento        |
| ------------ | ----- | ------------- |
| 13 de agosto | 09:50 | Primeira fase |
| 15 de agosto | 19:00 | Final         |

## Resultados

### Primeira fase
Qualificação: 2,31m (Q) ou pelo menos 12 melhores (q) avançam para a final 
| Classificação | Grupo | Nome                   | Nacionalidade  | 2,17 | 2,22 | 2,26 | 2,29 | Marca | Nota |
| ------------- | ----- | ---------------------- | -------------- | ---- | ---- | ---- | ---- | ----- | ---- |
| 1             | A     | Robert Grabarz         | Grã-Bretanha   | o    | o    | o    | o    | 2,29  | q    |
| 1             | A     | Aleksandr Shustov      | Rússia         | o    | o    | o    | o    | 2,29  | q    |
| 1             | B     | Bohdan Bondarenko      | Ucrânia        | –    | o    | –    | o    | 2,29  | q    |
| 1             | B     | Ivan Ukhov             | Rússia         | o    | o    | o    | o    | 2,29  | q    |
| 5             | A     | Donald Thomas          | Bahamas        | o    | o    | xxo  | o    | 2,29  | q    |
| 6             | A     | Mutaz Essa Barshim     | Catar          | o    | o    | o    | xxo  | 2,29  | q    |
| 6             | B     | Zhang Guowei           | China          | o    | o    | o    | xxo  | 2,29  | q    |
| 8             | B     | Derek Drouin           | Canadá         | o    | o    | xo   | xxo  | 2,29  | q    |
| 9             | B     | Ryan Ingraham          | Bahamas        | o    | o    | o    | xxx  | 2,26  | q    |
| 9             | A     | Konstadinos Baniotis   | Grécia         | o    | o    | o    | xR   | 2,26  | q    |
| 11            | A     | Erik Kynard            | Estados Unidos | o    | xo   | o    | xxx  | 2,26  | q    |
| 11            | A     | Kabelo Kgosiemang      | Botswana       | xo   | o    | o    | xxx  | 2,26  | q    |
| 13            | B     | Adónios Mástoras       | Grécia         | xxo  | o    | o    | xxx  | 2,26  |      |
| 14            | B     | Mickael Hanany         | França         | o    | o    | xo   | xxx  | 2,26  |      |
| 14            | A     | Jaroslav Bába          | Chéquia        | o    | o    | xo   | xxx  | 2,26  |      |
| 16            | A     | Mihai Donisan          | Roménia        | o    | xo   | xo   | xxx  | 2,26  |      |
| 16            | B     | Dusty Jonas            | Estados Unidos | xo   | o    | xo   | xxx  | 2,26  |      |
| 16            | B     | Silvano Chesani        | Itália         | xo   | o    | xo   | xxx  | 2,26  |      |
| 19            | B     | Yuriy Krymarenko       | Ucrânia        | o    | o    | xxx  |      | 2,22  |      |
| 19            | A     | Wang Yu                | China          | o    | o    | xxx  |      | 2,22  |      |
| 21            | B     | Majed Al-Din Ghazal    | Síria          | xo   | o    | xxx  |      | 2,22  | SB   |
| 22            | B     | Edgar Rivera           | México         | o    | xo   | xxx  |      | 2,22  |      |
| 23            | B     | Jesse Williams         | Estados Unidos | o    | xxo  | xxx  |      | 2,22  |      |
| 23            | A     | Andriy Protsenko       | Ucrânia        | o    | xxo  | xxx  |      | 2,22  |      |
| 25            | A     | Rožle Prezelj          | Eslovênia      | o    | xxx  |      |      | 2,17  |      |
| 25            | A     | Michael Mason          | Canadá         | o    | xxx  |      |      | 2,17  |      |
| 25            | A     | Douwe Amels            | Países Baixos  | o    | xxx  |      |      | 2,17  |      |
| 25            | A     | Diego Ferrín           | Equador        | o    | xR   |      |      | 2,17  |      |
| 25            | B     | Ali Mohd Younes Idriss | Sudão          | o    | xxx  |      |      | 2,17  |      |
| 25            | B     | Aleksey Dmitrik        | Rússia         | o    | xxx  |      |      | 2,17  |      |
| 25            | B     | Szymon Kiecana         | Polónia        | o    | xxx  |      |      | 2,17  |      |
| 25            | B     | Brandon Starc          | Austrália      | o    | xxx  |      |      | 2,17  |      |
| 26 !          | A     | Bi Xiaoliang           | China          | xxx  |      |      |      | NM    |      |
| 26 !          | A     | Keith Moffatt          | Estados Unidos | xxx  |      |      |      | NM    |      |

### Final
A final foi iniciada as 19:00 
| Classificação     | Nome                 | Nacionalidade  | 2,20 | 2,25 | 2,29 | 2,32 | 2,35 | 2,38 | 2.,41 | 2,44 | 2,46 | Marca | Nota    |
| ----------------- | -------------------- | -------------- | ---- | ---- | ---- | ---- | ---- | ---- | ----- | ---- | ---- | ----- | ------- |
| Medalha de ouro   | Bohdan Bondarenko    | Ucrânia        | –    | –    | o    | –    | o    | –    | xo    | –    | xxx  | 2,41  | CR, =NR |
| Medalha de prata  | Mutaz Essa Barshim   | Catar          | o    | o    | o    | xo   | o    | o    | x-    | xx   |      | 2,38  |         |
| Medalha de bronze | Derek Drouin         | Canadá         | o    | o    | o    | o    | o    | xo   | xxx   |      |      | 2,38  | NR      |
| 4                 | Ivan Ukhov           | Rússia         | o    | o    | o    | o    | o    | xxx  |       |      |      | 2,35  | SB      |
| 5                 | Erik Kynard, Jr.     | Estados Unidos | o    | o    | o    | xo   | xxx  |      |       |      |      | 2,32  |         |
| 6                 | Donald Thomas        | Bahamas        | xo   | o    | o    | xo   | –    | xxx  |       |      |      | 2,32  | SB      |
| 7                 | Aleksandr Shustov    | Rússia         | o    | o    | xo   | xxo  | xxx  |      |       |      |      | 2,32  | SB      |
| 8                 | Robert Grabarz       | Grã-Bretanha   | o    | o    | xo   | xxx  |      |      |       |      |      | 2,29  |         |
| 9                 | Zhang Guowei         | China          | o    | xxo  | xo   | xxx  |      |      |       |      |      | 2,29  |         |
| 10                | Kabelo Kgosiemang    | Botswana       | o    | o    | xxx  |      |      |      |       |      |      | 2,25  |         |
| 10                | Ryan Ingraham        | Bahamas        | o    | o    | xxx  |      |      |      |       |      |      | 2,25  |         |
| 10                | Konstadinos Baniotis | Grécia         | o    | o    | xxx  |      |      |      |       |      |      | 2,25  |         |

Legenda
| Recorde mundial       | Recorde mundial (World record)               |                       | Recorde africano                      | Recorde africano (African) |                                           | Q | Classificado por posição (Qualified) |
| Recorde do campeonato | Recorde do campeonato (Championship record)  | Recorde da América    | Recorde da América (Americas)         | q                          | Classificado por melhor tempo (Qualified) |   |                                      |
| Melhor marca do ano   | Melhor marca do ano (World leading)          | Recorde asiático      | Recorde asiático (Asian)              | DNS                        | Não largou (Did not start)                |   |                                      |
| Recorde nacional      | Recorde nacional (National record)           | Recorde europeu       | Recorde europeu (European)            | DNF                        | Não terminou (Did not finish)             |   |                                      |
| Recorde pessoal       | Recorde pessoal do atleta (Personal best)    | Recorde da Oceania    | Recorde da Oceania (Oceania)          | DSQ / DQ                   | Desclassificado (Disqualified)            |   |                                      |
| Recorde da temporada  | Recorde da temporada do atleta (Season best) | Recorde sul-americano | Recorde sul-americano (South America) | NM                         | Sem marca (No mark)                       |   |                                      |